# Rodrigo Naranjo
Rodrigo Naranjo, mit vollständigem Namen Rodrigo Felipe Naranjo López, (* 30. August 1979 in Santiago de Chile) ist ein ehemaliger chilenischer Fußballspieler. Der Torwart gewann mit Deportes Iquique zweimal die Copa Chile.

## Karriere
Rodrigo Naranjo begann seine Karriere bei den Santiago Wanderers. Ab 2001 wurde er in den Profikader berufen, spielte aber zunächst für die Reservemannschaft. Sein Debüt gab Naranjo im Februar 2003 gegen die Rangers de Talca. Dennoch kam er nicht über den Status des Ersatztorwarts hinaus und wechselte auf Leihbasis zu Unión La Calera.
Auch bei den weiteren Vereinen Everton und Coquimbo Unido spielte er nicht regelmäßig, so dass er 2008 zu Deportes Iquique in die Primera B wechselte. Mit dem Klub aus dem Norden stieg er 2010 als Zweitligameister in die Primera División auf und gewann im selben Jahr als Zweitligist die Copa Chile. Den Pokalsieg konnte Iquique 2013/14 wiederholen. Bei der Copa Libertadores 2013 hielt Naranjo in der Qualifikationsrunde gegen den mexikanischen Verein Club León zwei Elfmeter, so dass sich Iquique zu seiner ersten Teilnahme am wichtigsten Vereinswettbewerb Südamerikas für die Gruppenphase qualifizierte. Naranjo spielte bis 2019 für Iquique und beendete dann seine Karriere.

## Erfolge
Deportes Iquique
- Chilenischer Zweitligameister: 2010
- Chilenischer Pokalsieger: 2010, 2013/14